# Brightwater
Brightwater es una localidad en la región de Tasman en la Isla Sur de Nueva Zelanda. Se encuentra a 20 kilómetros al suroeste de Nelson, a las orillas del río Wairoa.
Según el censo de 2018, la población era de 2,133 personas; 1,080 hombres y 1,056 mujeres. En 2013 la población llegaba a 1,749 habitantes.
Inicialmente la localidad se llamaba Spring Grove. Alfred Saunders, uno de los primeros pobladores de la zona, estableció un molino llamado Brightwater, debido a las aguas brillantes y cristalinas del río Wairoa. Su nombre cambio oficialmente a Brightwater en los años 1880.

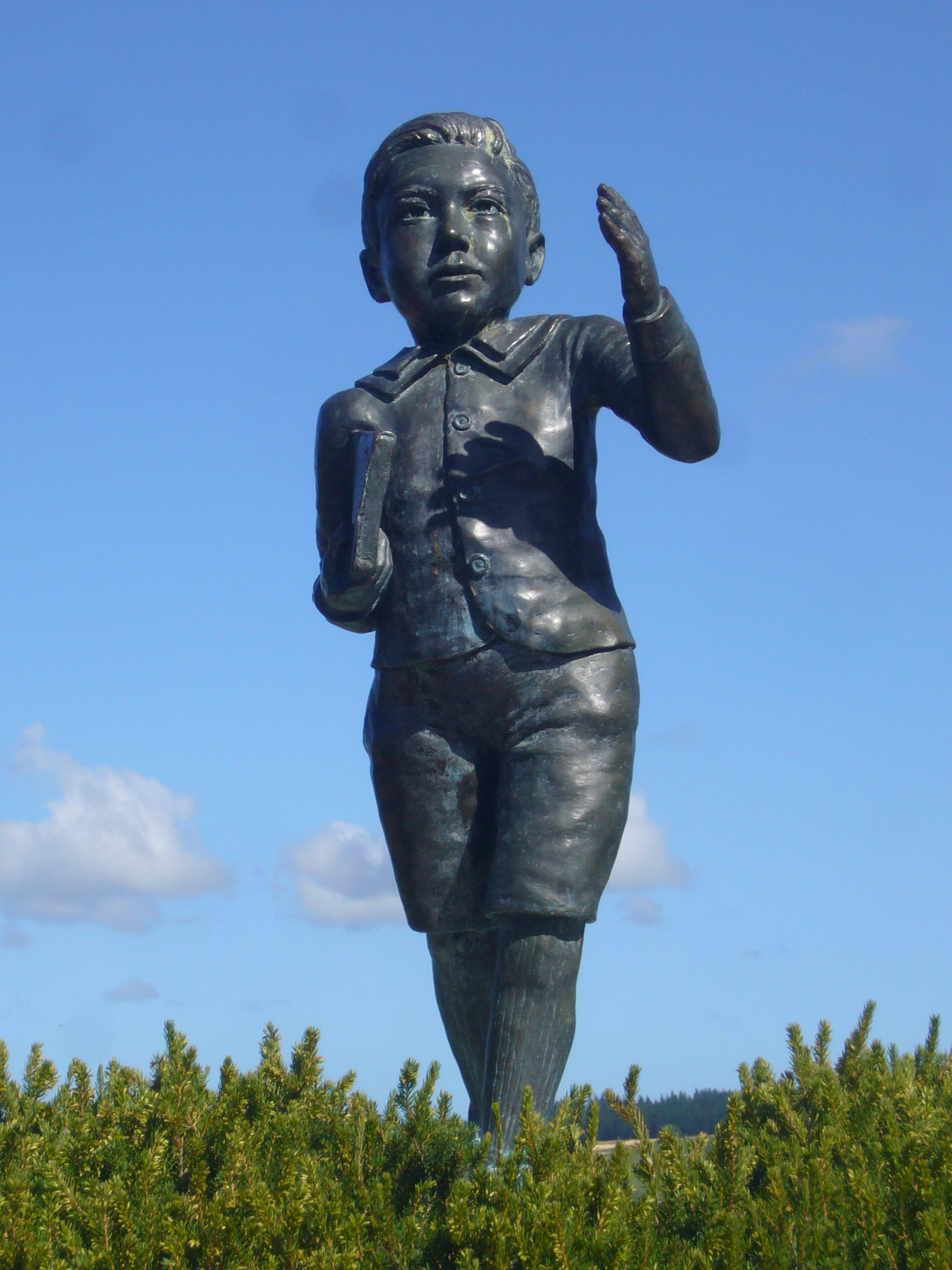
Estatua de Ernest Rutherford

En este lugar nació Ernest Rutherford, físico ganador del Premio Nobel. La ciudad alberga un monumento en su honor, el cual cuenta con una estatua de bronce de él cuando era niño.